# (3346) Gerla
(3346) Gerla – planetoida z pasa głównego asteroid okrążająca Słońce w ciągu 5 lat i 252 dni w średniej odległości 3,19 j.a. Została odkryta 27 września 1952 roku w Observatoire Royal de Belgique w Uccle przez Sylvaina Arenda. Nazwa planetoidy pochodzi od Gertrude Lawrence (1898–1952), angielskiej aktorki. Przed nadaniem nazwy planetoida nosiła oznaczenie tymczasowe (3346) 1951 SD.